# صرخة روح (مسلسل)
صرخة روح دراما سورية جريئة عرضت في رمضان 2013 ويتألف من ستة خماسيات ويتحدث عن الخيانة بكافة أنواعها وهو من إنتاج شركة "غولدن لاين للإنتاج والتوزيع الفني. حيث عرض الموسم الأول والثاني والثالث في رمضان على قناة الجديد حيث حقق مشاهدة عالية في العالم العربي. ويتم التحضير للجزء الرابع حيث يعد أول الأعمال لعام 2016.

## الموسم الأول
أبطال المسلسل حسب الخماسيات:-
- الخماسية الأولى بعنوان عقاب ازلي:
- بسام كوسا
- ديمة قندلفت
- ميلاد يوسف
- كندة حنا
- شارك في بطولة عقاب ازلي:
- علي كريم
- أمانة والي
- فادي الشامي
- نادين قدور
- رنا ريشة

تتحدث هذه الخماسية عن رجل خانته زوجته مع صديقه فيقرر ان يعاقبهما عقاب ازلي بأن يذل زوجته الخائنة ويخون صديقه مع زوجته. 
- الخماسية الثانية بعنوان خيانة خرساء:
- هبة نور
- محمد خير الجراح
- يزن السيد
- لمى إبراهيم
- شارك في بطولة خيانة خرساء:
- فدوى محسن
- طارق مرعشلي
- تولاي هارون
- باسل حيدر

تتحدث هذه الخماسية عن فتاة جميلة تضطر ان تتزوج من رجل اخرس لكي لا تفضح بعد علاقة سابقة لكن هذه الفتاة تقع في حب اخ الرجل الاخرس وتخون زوجها مع اخيه. 
- الخماسية الثالثة بعنوان اهواء محرمة:
- عباس النوري
- جهاد سعد
- تولين البكري
- رندة مرعشلي
- طارق مرعشلي
- لمى إبراهيم
- وضاح حلوم
- عاصم حواط
- محمد قنوع
- رغد مخلوف
- شارك في بطولة اهواء محرمه:
- انطوانيت نجيب
- أحمد رافع
- قمر مرتضى
- عهد ديب
- تتحدث هذه الخماسية عن رجل وامراءة متزوجان لكن زواجهما مليء بالمشاكل مما يجعل الزوجة ان تخون زوجها مع صديقه وان يخون الرجل زوجته مع اخت صديقه.
- الخماسية الرابعة بعنوان نجوم الظهر:
- كندة حنا
- خالد القيش
- محمد خير الجراح
- تولين البكري
- عاصم حواط
- محمد قنوع
- اروى عمرين
- يزن السيد
- شارك في بطولة نجوم الظهر:
- فايز أبو دان
- تولاي هارون
- تتحدث هذه الخماسية عن فتاة لعوب تحاول ان توقع زوج صديقتها فتنجح هذه الفتاة لكن نهايتها تكون على يد الرجل الخائن بعد ان اخبرها انه سيحاول ان يبتعد لكون زوجته حامل.
- الخماسية الخامسة بعنوان ستائر زوجية:
- جوان الخضر
- رشا إبراهيم
- سعد مينة
- ميرنا شلفون
- أريج خضور
- شارك في بطولة ستائر زوجية:
- محمد قنوع
- يزن السيد
- هيا مرعشلي
- رولا أبيض
- الخماسية السادسة بعنوان حب محرم:
- سوزان نجم الدين
- كندة حنا
- ميلاد يوسف
- شارك في بطولة حب محرم:

وضاح حلوم
احمد رافع

## الموسم الثاني
الخماسية الأولى حملت عنوان «القفل»، والتي تتحدث عن الكبت الذي يعانيه بعض الذكور، وما يمكن أن ينتج منه من تداعيات مع الأبناء والبنات، وهي من فكرة بيامن ست البنين، وتأليف سعيد الحناوي، وإخراج إياد نحاس، كما أدى بطولتها 
- عبد المنعم عمايري
- مرح جبر
- لينا دياب
- حلا رجب
- علي كريم
- معتصم النهار وآخرون.

أما الخماسية الثانية، فكانت بعنوان «الضحية»، وهي من إخراج إياد نحاس، وتأليف سعيد حناوي، وبطولة 
- وائل رمضان
- أمل عرفة
- أيمن رضا
- محمد قنوع
- تولين البكري
- أنطوانيت نجيب
- طارق مرعشلي وآخرون.

وتتناول خماسية الضحية حكاية مروان الرجل الثري الذي يحب زوجته إلى الحد الأقصى، ويخشى أن تتركه، فيقوم بافتعال أحداث وهمية، ظناً منه أنها تثير غيرة زوجته عليه، وتجعلها تتمسك به بشكل أكبر، ولكن يستغل مدير أعماله مدمن المخدرات الموقف، ويقوم بالإيقاع بزوجة مروان وابتزازها.
وعن الخماسية الثالثة، فقد حملت عنوان «الشقة رقم 10»، وهي عن فكرة لمحمد قنوع، ومن تأليف سعيد الحناوي وإخراج إياد نحاس، وهي من بطولة 
- بسام كوسا
- عبد المنعم عمايري
- نورا العايق
- راما الراشد
- سوسن ميخائيل
- كرم شعراني
- محمد قنوع
- فايز أبو دان
- أنطوانيت نجيب
- نادين قدور
- مرح جبر، وتتحدث الخماسية عن الشقق المفروشة التي تؤجر سياحياً بقصد الدعارة.

وقد حملت الخماسية الرابعة عنوان «مشاعر مبعثرة»، وهي من إخراج سيف الدين سبيعي، وتأليف ناديا الأحمر، ومن بطولة 
- أيمن زيدان
- مرح جبر
- سحر فوزي
- مديحة كنيفاتي
- يزن السيد
- راما الراشد
- هيا مرعشلي، وآخرون.

أما الخماسية الخامسة، فهي تحمل عنوان «سولو»، وهي من تأليف، وإخراج زهير قنوع، الذي يعود من خلال هذه الخماسية إلى الدراما السورية، بعد غيابه عنها في موسم 2013، وهي من بطولة 
- عباس النوري
- كندة حنا
- خالد القيش
- كوزيت حداد
- زينة بارافي
- محمد قنوع
- مصطفى المصطفى
- جمال قبش، وآخرون.وتحكي «سولو» عن قصة فتاة تحاول سرقة عم حبيبها بمساعدة منه إلا أنه يقع فريسة لدهائها في النهاية.

وفي ختام خماسيات «صرخة روح 2»، فقد حملت عنوان «أضواء وهمية»، وهي من تأليف ناديا الأحمر عن فكرة ليامن ست البنين، وإخراج تامر اسحاق، فيما أدى أدوار البطولة 
- أيمن رضا
- هبة نور
- ضحى الدبس
- أحمد رافع
- معتصم النهار وآخرون.

وتتحدث «أضواء وهمية» عن قصة نسرين المرأة التي ضاقت بها الحياة بمفاجأتها المخيبة لأحلامها ولمستقبلها ولواقعها القاسي، فتركت نفسها طوعاً لرياح الغيرة والحسد لتمضي بعكس مبادئها وحقيقة نفسها منبهرة بحياة شقيقتها التوأم شيرين التي كانت تعيش حياتها برفاهية وراحة مادية، وفي لحظة ضعف وانهيار تستغل نسرين الفرصة للحصول على كل تملكه شقيقتها شيرين، ولكنها تُصدم عندما تكتشف أن ما كان يبهرها وتتمناه ما هي إلا أضواء وهمية خدعتها لتجني بالنهاية خيانة روحها وجسدها، ومطارحة ألمها الأبدي.

## الموسم الثالث
أكدت شركة Golden Line للإنتاج والتوزيع الفني أنها قد انتهت من إنتاج الموسم الثالث من صرخة روح حيث أخرج الخماسية الأولى إياد نحاس وقد حملت اسم «الخلخال» 
وهي بطولة جيني اسبر ويزن السيد وخالد القيش ومديحة كنيفاتي.
والخماسية الثانية اسمها «عاشقة الورد» عن فكرة ليامن ست البنين وهي من إعداد وسيناريو وحوار للكاتبة ناديا الأحمر ومن بطولة عبد المنعم عمايري، رنا شميس، مديحة كنيفاتي، يزن السيد، إضافة للقديرة انطوانيت نجيب.
فيما كانت الخماسية الثالثة بعنوان (الرهان) من إخراج مروان بركات عن قصة وسيناريو وحوار الكاتبة هبة نوفل من (مختارات عالمية) كما تجمع الخماسية النجم القدير بسام كوسا إضافة إلى معتصم النهار، لمى بدور، جمال قبش، باسل حيدر وآخرين.
أما عن الخماسية الرابعة فهي قصة وسيناريو وحوار الكاتبة عنود خالد وإخراج تامر إسحاق كما تجمع الخماسية النجم القدير عباس النوري مع وفاء موصللي، دانا جبر، لينا دياب، انطوانيت نجيب، ميار النوري، كرم الشعراني، غسان عزب، مرح زيتون، ريمي سرميني، توليب حموده، إضافة إلى فاتن شاهين.
وتتحدث خماسية «جوازة أهل» عن حلاق نسائي متزوج زواج تقليدي ولهذا يتحول إلى زير نساء، فهو يقوم بابتزاز النساء حيث يستغل زوجة شقيق زوجته الفقيرة بالمال ليكسب حبها وجسدها.
وكان وائل أبو شعر قد أنهى مؤخراً إخراج رابع خماسيات «صرخة روح 3» بعنوان «يا ضلي يا روحي» (تأليف ناديا الأحمر) وبطولة: عبد المنعم عمايري، كندة حنا، سامر إسماعيل، ولينا دياب.إن أحداث النص تدور حول «الطبيب حليم وهو تحت حيرة قتل عشيق زوجته الذي يقع صريع الكوما تحت يديه في المستشفى، بعد حادث سير تعرض له مع زوجته التي يتبين أنها حامل، فتزداد حيرته بين الرغبة في الانتقام والخوف من هدم حياته بخسارة زوجته وارتكاب جريمة قتل».
كما أنجز المخرج إياد نحاس تصوير خماسية «لا بأحلامك» من مسلسل «صرخة روح» في موسمه الثالث في مدينة طرطوس الساحلية فيما استكمل تصوير باقي مشاهد الخماسية ضمن مدينة دمشق.
وتجمع الخماسية التي حملت اسم «لا بأحلامك» الفنانة نادين سلامة مع سامر إسماعيل وخالد القيش وحلا رجب بالإضافة إلى الشاب أسامة دبور.
وتتحدث الخماسية كما أكدت الكاتبة ناديا الأحمر في تصريح سابق لموقعنا ميديا توب عن امرأة ضائعة محطمة بعد أن هجرها زوجها وحب حياتها الأول والأخير لها، ولكن ها هي الحياة تمنحها فرصة جديدة لتحيى بها بالزواج مع شاب ينشلها من ركام روحها.
ولكن هل يستطيع الإنسان تجاوز حبه الأول وخاصة إن كان يبعد عدة خطوات عنه، يراقبه، منتظراً لحظة ضعفه ورعشة حنينه.
يذكر أن خماسية «لا بأحلامك» هي الخماسية السادسة والأخيرة التي تنتجها شركة جولدن لاين من مسلسل «صرخة روح 3» وهي من تأليف وسيناريو وحوار الكاتبة ناديا الأحمر.

## الموسم الرابع
عُرض عام 2016.

## إحصائيات وانتقادات
أكثر الانتقادات الموجه للمسلسل هي في انها تنشر الكثير من الافكار السيئة والمبالغ فيها كثيرا بالإضافة إلى تصادمها مع العادات والتقاليد والاديان والاعراف الموجودة في مجتمعنا.
آخر الإحصائيات أشارت على أن صرخة روح 2 حصل على المرتبة الرابعة من المسلسلات الأكثر مشاهدة برمضان بلبنان وحصل على تقييم 4.44 بعد مسلسل لو ومسلسل خواتم وباب الحارة. كما حصل على بعض الانتقادات على أنه دراما للكبار فقط بسبب جرأته العالية.